# Ecartament îngust
Ecartamentul îngust este un ecartament de cale ferată caracterizat printr-o distanță între fețele laterale interioare ale celor două șine mai mică decât 1.435 mm, valoarea considerată standard pe plan mondial. Majoritatea căilor ferate cu ecartament îngust din lume au distanța între fețele interioare ale șinelor cuprinsă între 600 mm și 1.067 mm. În România există patru feluri de ecartament îngust: de 600 mm, 760 mm, 790 mm și de 1.000 mm. În special cele din zonele montane sunt știute drept mocănițe.
Deoarece căile ferate cu ecartament îngust sunt în general construite cu gabarite mai mici, raze de curbură mai reduse, aparate de cale mai mici, șine mai ușoare, etc., ele sunt în general mult mai puțin costisitoare, mai ieftin de echipat și de operat decât căile ferate cu ecartament normal sau larg, în special în zonele muntoase sau cu teren dificil. Costurile mai mici le fac ideale pentru deservirea unor complexe industriale sau a unor comunități izolate, al căror potențial de trafic nu ar justifica financiar construcția unei căi ferate cu ecartament normal sau larg.
Căile ferate cu ecartament îngust au, de asemenea, un uz specializat în industria minieră, în cea forestieră și în alte medii industriale unde spațiul restrâns nu permite construcția unor sisteme de transport cu ecartamente și dimensiuni mari. Aceste căi ferate au însă și aplicații mai generale. Căile ferate cu ecartament îngust montane sunt încă sau au fost un element obișnuit în Munții Stâncoși din Statele Unite, în Canada, Mexic, Elveția, fosta Iugoslavie, Grecia sau Costa Rica. În unele țări, ecartamentul îngust reprezintă chiar standardul, precum cel de 1.067 mm (3 ft 6 in) în Japonia, Indonezia, Taiwan, Noua Zeelandă, Africa de Sud, statele australiene Queensland, Australia de Vest și Tasmania, sau cel de 1.000 mm în Malaezia și Tailanda.
Ecartamentul îngust este folosit des în rețelele de tramvaie, în special în Europa, unde ecartamentul de 1.000 mm este unul obișnuit.

## Nomenclatură
În general, o cale ferată cu ecartament îngust are ecartamentul mai îngust decât cel standard. Totuși, datorită unor circumstanțe locale sau istorice, definițiile ecartamentului îngust pot să varieze de la țară la țară.

## Galerie de imagini

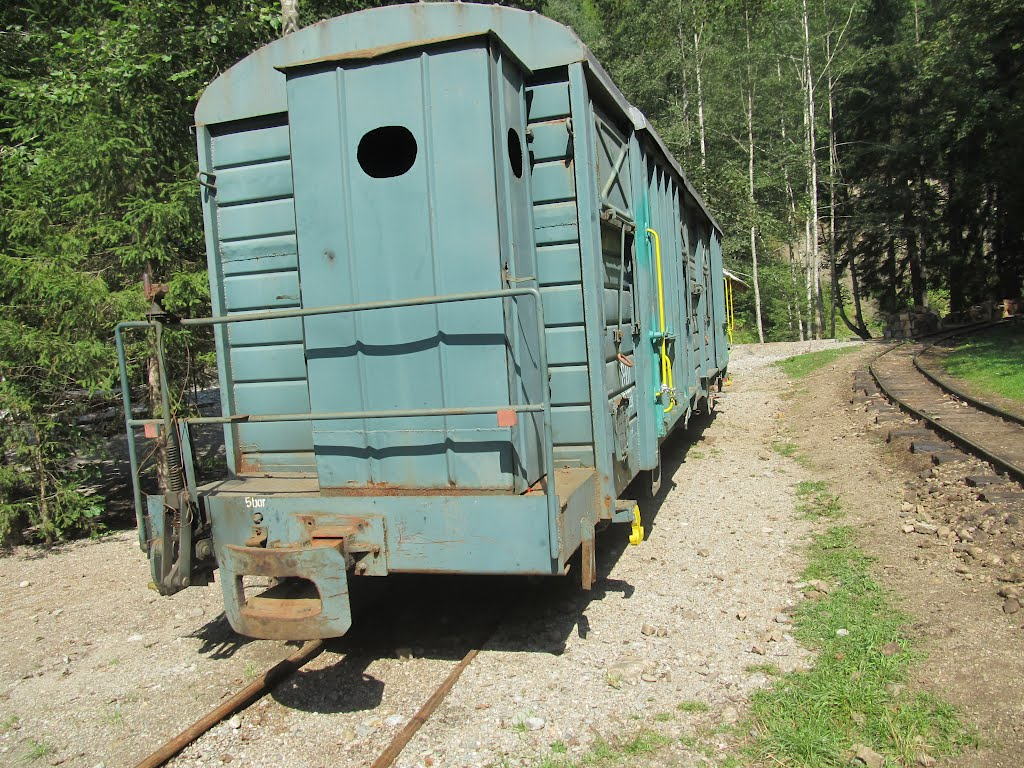
Vagon în stația Paltin, în 2012, pe calea ferată forestieră Vișeu cu ecartament de 760 mm.
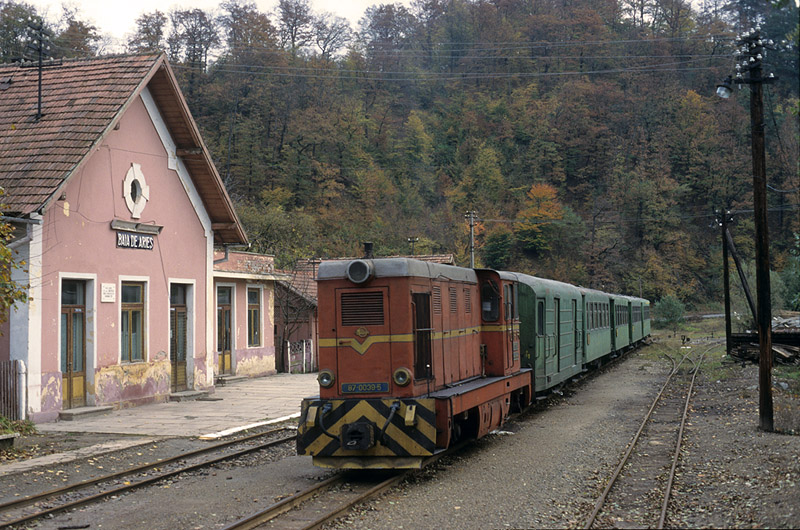
Tren în 1997, pe calea ferată Turda-Abrud cu ecartament de 760 mm.